# 안중역
안중역(安仲驛)은 경기도 평택시에 위치한 서해선, 평택선의 철도역이다.

## 연혁
- 2024년 9월 3일 : 역명 제정[1]
- 2024년 11월 2일 : 개통[2]
- 2026년 3월 : KTX-이음 운행 개시 (예정)

## 승강장
서해선 평택선 스크린도어가 설치 되어 있다.
| ↑ 향남 (서해선)/↑ 평택 (평택선) |
| \| ２３ \| ４５ \| ６７ \|      |
| 인주 (서해선, 평택선) ↓         |

| 2,3 | 서해선 · ITX-마음 | 서화성 방면 |
| 4,5 | 서해선 · ITX-마음 | 홍성 방면   |
| 6   | 평택선 · ITX-마음 | 평택 방면   |
| 7   | 평택선 · ITX-마음 | 홍성 방면   |

## 인접한 역
| 서해선             | 서해선          | 서해선             |
| ------------------ | --------------- | ------------------ |
| 향남 서화성 방면   | ITX-마음 서해선 | 인주 홍성 방면     |
| 평택선             |                 |                    |
| 평택 내선순환 방면 | ITX-마음 서해선 | 인주 외선순환 방면 |